# Oodinus
Oodinus es un  género de coleópteros adéfagos de la familia Carabidae.

## Especies
Comprende las siguientes especies:
- Oodinus alutaceus (Bates, 1882)
- Oodinus amazonus (Chaudoir, 1882)
- Oodinus arechavaletae (Chaudoir, 1882)
- Oodinus darlingtoni Bousquet, 1996
- Oodinus edentulus Bousquet, 1996
- Oodinus exiguus (Andrewes, 1933)
- Oodinus limbellus (Chaudoir, 1882)
- Oodinus piceus Motschulsky, 1864
- Oodinus pseudopiceus Bousquet, 1996
- Oodinus similis Bousquet, 1996